# Cratere Campos
Campos  è un cratere sulla superficie di Marte.